# Philoponella ramirezi
Philoponella ramirezi es una especie de araña araneomorfa del género Philoponella, familia Uloboridae. Fue descrita científicamente por Grismado en 2004.
Habita en Brasil.